# Enzo Giudici
Pour les articles homonymes, voir Giudici.
Enzo Giudici (Mussomeli, 24 septembre 1920 – Rome, 4 octobre 1985) est un universitaire italien, spécialiste de la littérature française de la Renaissance, en particulier Louise Labé et Maurice Scève. C'est aussi un essayiste lié au fascisme.

## Biographie
Enzo Giudici est le fils d'Isabella Sorce et de Paolo Giudici, enseignant et romancier. Il perd sa mère à l'âge de 3 ans. À l'âge de 10 ans, il quitte la Sicile pour suivre son père à Piacenza, Pavie, Potenza, puis Rome.
Durant ses études, il est proche du Gruppo Universitario Fascista,. Durant la Seconde Guerre mondiale, Giudici n'est pas conscrit en raison de sa santé. Il contribue à Orizzonte, l'organe officiel de la Xe MAS et à Fronte Unico, un hebdomadaire « virulent dirigé par Vito Videtta, un membre de la banda extrémiste de Pietro Koch. Dans un article de décembre 1943, Giudici soutient que le fascisme nie les classes et les individus, en demeurant totalitaire et corporatif. Il collabore également à « Libro e moschetto », le journal du Gruppo Universitario Fascista. Dans Universalità e nazionalità delle guerre (Universalité et nationalité des guerres), un article publié en avril 1943 dans Libro e moschetto, il écrit: « La guerre actuelle est en même temps universelle et nationale. Les valeurs et le sort du monde y sont déterminés, à travers notre conscience italienne. Ce combat est clairement entre deux siècles et deux idées, certes entre deux peuples, mais ce sont les peuples qui incarnent et représentent les idées ». En 1944, pendant la  république sociale italienne, il débat avec Roberto Farinacci sur des réformes dans la revue Repubblica fascista. Il écrit dans la revue Repubblica Sociale, un mensuel dirigé par Manlio Sargenti (it), un article sur « Économie socialisée et économie corporative »,. La même année, il écrit un livre sur la socialisation des entreprises,. En 1946, il est le vice-président du conseil directeur (vicepresidente dell consiglio direttivo), du Movimento Italiano di Unità Sociale, un nouveau parti réunissant l'élite fasciste et précurseur, non seulement par le nom, du MSI,. En 1947 il collabore au Pensiero nazionale (it), un magazine dirigé par Stanis Ruinas (it) qui vise à rassembler les « ex fascistes de gauche ».
En 1948, il réussit à trouver du travail, enseignant dans des écoles de différents niveaux.
Le journaliste italien Gino Raya (it) note la « sensibilité »  de Giudici au jeu d'échecs : il voyage loin pour participer à des tournois, polémique sur l'introduction en Italie du classement Elo et écrit un article  sur son rôle dans la littérature.
Il décède en 1985 à la suite d'une brève maladie. Sa bibliothèque de plus de 20 000 livres est maintenant à l'université de Lecce.

## Carrière universitaire
- Lecteur à l'université de Toulouse 1957-1962[22].
- Professeur de français et de littérature française à l'université du Salente et à l'université de Naples « L'Orientale » (1962-1965)[22].
- Professeur à l'université de Macerata (1966-1982)[22].
- Professeur à l'université de Rome « Tor Vergata » après 1982[24].

## Études sur l'école de Lyon
Ses contributions universitaires "prolifiques" sont centrées sur l'école de Lyon, en particulier Louise Labé, et Maurice Scève,,, l'inventeur présumé de la prétendue tombe de Laure de Sade,,, chez lesquels il s'est notamment intéressé à l'influence de Pétrarque,, dont certains auteurs considèrent toutefois qu'il a exagéré l'importance,.  En 1958, il publie une édition critique des œuvres mineures de Scève et, en 1976, la première édition véritablement critique, - mais considérée depuis comme partielle et dépassée - de Microcosme, la dernière œuvre de Scève. En 1981, il publie une édition savante des œuvres de Labé, considérée "solide" et "luxuriante", bien qu'elle ait été depuis estimée incomplète,. Son travail d'éditeur aux notes parfois excessives et légèrement décourageantes ainsi que ses recherches documentaires sont plus appréciés de certains spécialistes pour leur « densité d'information », que pour la pertinence de leurs analyses littéraires,. Ses travaux, qui contribuèrent au renouveau de l'intérêt pour ces poètes, lui valurent un prix d'honneur de l'Académie des Sciences, Belles-Lettres et Arts de Lyon.

## Essais
Giudici est l'objet de critiques pour ses relations durables avec le fascisme. Dans Memorie e pensieri di un cattedratico (Mémoires et pensées d'un professeur universitaire), il considère ces évocations comme de viles et fausses confusions de la culture avec la politique. Il ajoute que l'opposition fascisme-antifascisme est, selon lui, une antithèse dépassée et controversée et qu'il se méfie des ismes contemporains. Bien que l'historien italien Carlo Vallauri ait noté en 1994 que Giudici "ne s'est jamais identifié" avec le MSI, des affinités, parfois considérées comme l'expression d'un « non-conformisme » de « nouvelle droite »,, transparaissent dans ses prises de position sur les mouvements étudiants et sur la culture du fascisme.
Dans L' avvento dell'asinocrazia (L'asinocratie qui vient) et Contestatori alla sbarra (Contestataires à la barre), il critique le mouvement étudiant qui avait commencé en Italie en 1967. Son analyse est considérée par Carlo Vallauri comme « l'expression la plus claire et la plus organique du refus de comprendre » ce mouvement. L'expression avvento dell'asinocrazia fut d'abord employée en 1968 par Giovanni Sartori, dans un article publié par le Corriere della Sera, pour caractériser le mouvement étudiant comme un "triomphe des ânes". Dans La scuola inutile (L'école inutile), Giudici critique non seulement les étudiants « contestataires », mais aussi la classe politique qu'il juge « renonciataire ».
À partir de la fin des années 1970, Giudici collabore au Secolo d'Italia, le journal du MSI, y contribuant à un débat sur la culture de la période fasciste. Il s'interroge sur le point de savoir si le fascisme était « seulement respectueux de la culture ou lui-même producteur de culture » et souligne son «  lien avec le Risorgimento et la Rome antique ». Ces considérations sont développées dans Ricerche sulla cultura dell'era fascista (Réflexions sur la culture durant la période fasciste) et dans Riflessioni sulla cultura del periodo fascista, publié posthumément par l'Istituto di studi corporativi de Gaetano Rasi (it), un centre d'études et de réflexions du MSI,, où Giudici intègre les analyses de Robert Michels sur le syncrétisme di Mussolini. Dans ce dernier livre, Giudici condamne l'antisémitisme fasciste. L'historien italien Gianni Rossi relève que Giudici, s'il ne nie ni ne minimisme pas l'antisémitisme mussolinien, y voit une certaine forme de "réticence".

## Décorations
- Commandeur de l’ordre du Mérite de la République Italienne[62].
- Primevère d'argent de l'Académie des sciences, belles-lettres et arts de Lyon[43].

## Œuvres de Giudici
1. ↑  Economia socializzata ed economia corporativa, dans Repubblica Sociale, réimpression en facsimilé, 1989 (OCLC 24305266).
2. ↑  (it) La partecipazione operaia alla gestione e agli utili dell'azienda, 1944, (OCLC 439548580).
3. ↑  Il gioco degli scacchi nella letteratura: simbologia e retorica in Il « Minore » nella storiografia letteraria, 1984:397-425 (OCLC 472143728).
4. ↑  (it) Amore e Follia nell'opera della « Belle Cordière », 1965 (OCLC 4268192).
5. ↑  Louise Labé, essai, 1981 (OCLC 8101638 et 123705566).
6. ↑  (it) Maurice Scève poeta della «Délie», I, 1965 (OCLC 294196).
7. ↑  (it) Maurice Scève poeta della «Délie», II, 1969, (OCLC 310100842).
8. ↑  (it) Bilancio di un'annosa questione: Maurice Scève e la « scoperta » della « tomba di Laura , 1980 (OCLC 715861236).
9. ↑  Maurice Scève traduttore e narratore, 1978  (ISBN 9788871030289).
10. ↑  (it) Maurice Scève traduttore e narratore, 1978  (ISBN 9788871030289).
11. ↑  (it) Le opere minori di Maurice Scève, 1958,(OCLC 630228899).
12. ↑  (it + fr) Maurice Scève, Microcosme, 1976,  (ISBN 2711600149).
13. ↑  (fr) Louise Labé, Œuvres complètes, 1981  (ISBN 9782600025621).
14. ↑  (it) Memorie e pensieri di un cattedratico, 1974 (OCLC 1949298).
15. ↑  (it) L'avvento dell'asinocrazia, 1969 (OCLC 6192991).
16. ↑  (it) Contestatori alla sbarra, 1972 (OCLC 462041365).
17. ↑  La scuola inutile, 1972 (OCLC 635773682).
18. ↑  (it) Ricerche sulla cultura dell'era fascista, 1982 (OCLC 715944559).
19. ↑  Riflessioni sulla cultura del periodo fascista, 198-?.